# Erich Grau

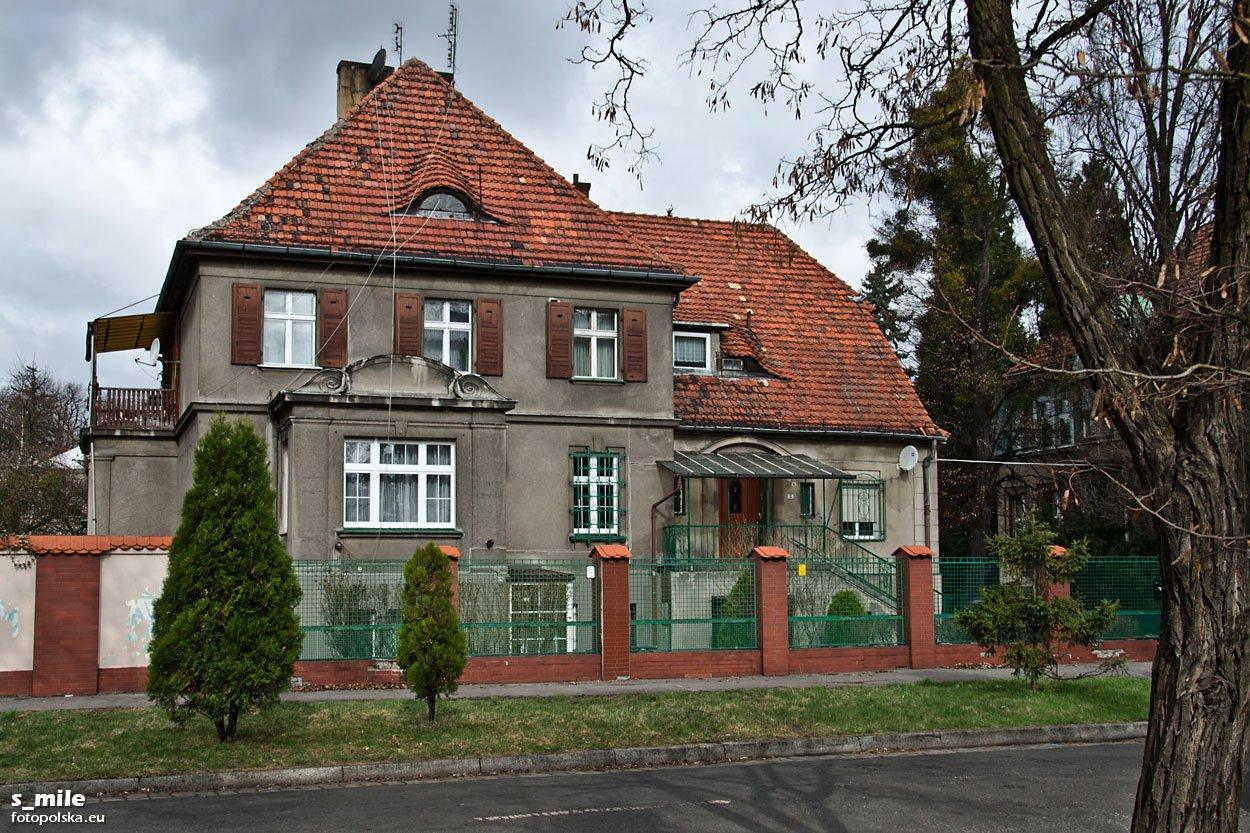
Willa przy ulicy Szymanowskiego 8 we Wrocławiu

Erich Grau (ur. w 1875 we Wrocławiu, zm. w 1940) – niemiecki architekt tworzący we Wrocławiu.

## Życiorys
Był synem wrocławskiego architekta Alberta Graua. Do śmierci ojca w roku 1900 pomagał mu w prowadzeniu ich pracowni projektowej, następnie prowadził ją samodzielnie jako wolny architekt. Był członkiem Niemieckiego Związku Architektów (BDA). Początkowo projektował głównie wille dla zamożnych wrocławian w Borku oraz na Szczytnikach, Zalesiu. Przed I wojną światową należał obok Conrada Helbiga, Richarda i Paula Ehrlichów, Richarda Mohra i Herberta Erasa do najbardziej wziętych wrocławskich architektów specjalizujących się w tego typu projektach. Zasłynął także jako architekt kościołów ewangelickich i budynków użyteczności publicznej.

## Wybrane dzieła
We Wrocławiu:
- Zabudowa wokół pl. Piłsudskiego na Karłowicach
- Wille przy ul. Dicksteina 3, Jaworowej 36, Parkowej 19, Szymanowskiego 8
- Kościół im. Jana Hessa na Osobowicach

Poza Wrocławiem:
- Hotel Glatzer Hof w Kłodzku
- Ratusz w Prusicach
- Kościół ewangelicki w Smolcu
- Kościół ewangelicki w Trestnie

## Literatura
- Encyklopedia Wrocławia. Wrocław: Wydawnictwo Dolnośląskie, 2006, s. 249-250.
- Rafał Eysymontt, Jerzy Ilkosz, Agnieszka Tomaszewicz, Jadwiga Urbanik (red.): Leksykon architektury Wrocławia. Wrocław: Via Nova, 2011, s. 975.